# 門沢橋駅
門沢橋駅（かどさわばしえき）は、神奈川県海老名市門沢橋二丁目にある、東日本旅客鉄道（JR東日本）相模線の駅である。

## 歴史
- 1931年（昭和6年）7月1日：相模鉄道の門沢橋停留場として開業[1]。
- 1944年（昭和19年）6月1日：国有化[1]。門沢橋駅に昇格し[1]、運輸通信省（後の日本国有鉄道）相模線の駅となる。
- 1962年（昭和37年）10月10日：無人駅となる[3]。その後も近くの商店で乗車券が販売されていた時期がある。
- 1987年（昭和62年）4月1日：国鉄分割民営化により、JR東日本の駅となる[1]。
- 2001年（平成13年）11月18日：ICカードSuica供用開始。
- 2009年（平成21年）2月1日：駅の営業時間が短縮される。
- 2016年（平成28年）3月13日：橋本駅の遠隔管理の下で無人化を実施[4]。

## 駅構造
単式ホーム1面1線を有する地上駅である。
無人駅であり、「お客さまサポートコールシステム」が導入されている。無人化前は業務委託駅（JR東日本ステーションサービス委託）で、駅舎施設内にはコンビニエンスストアタイプのJA直売所「ジェイエスト門沢橋」があったが、2008年11月30日に閉店した。また、2009年2月1日より、日中時間帯以外は自動券売機が使用出来ず、運賃は着駅での精算となっている。簡易Suica改札機が設置されている。

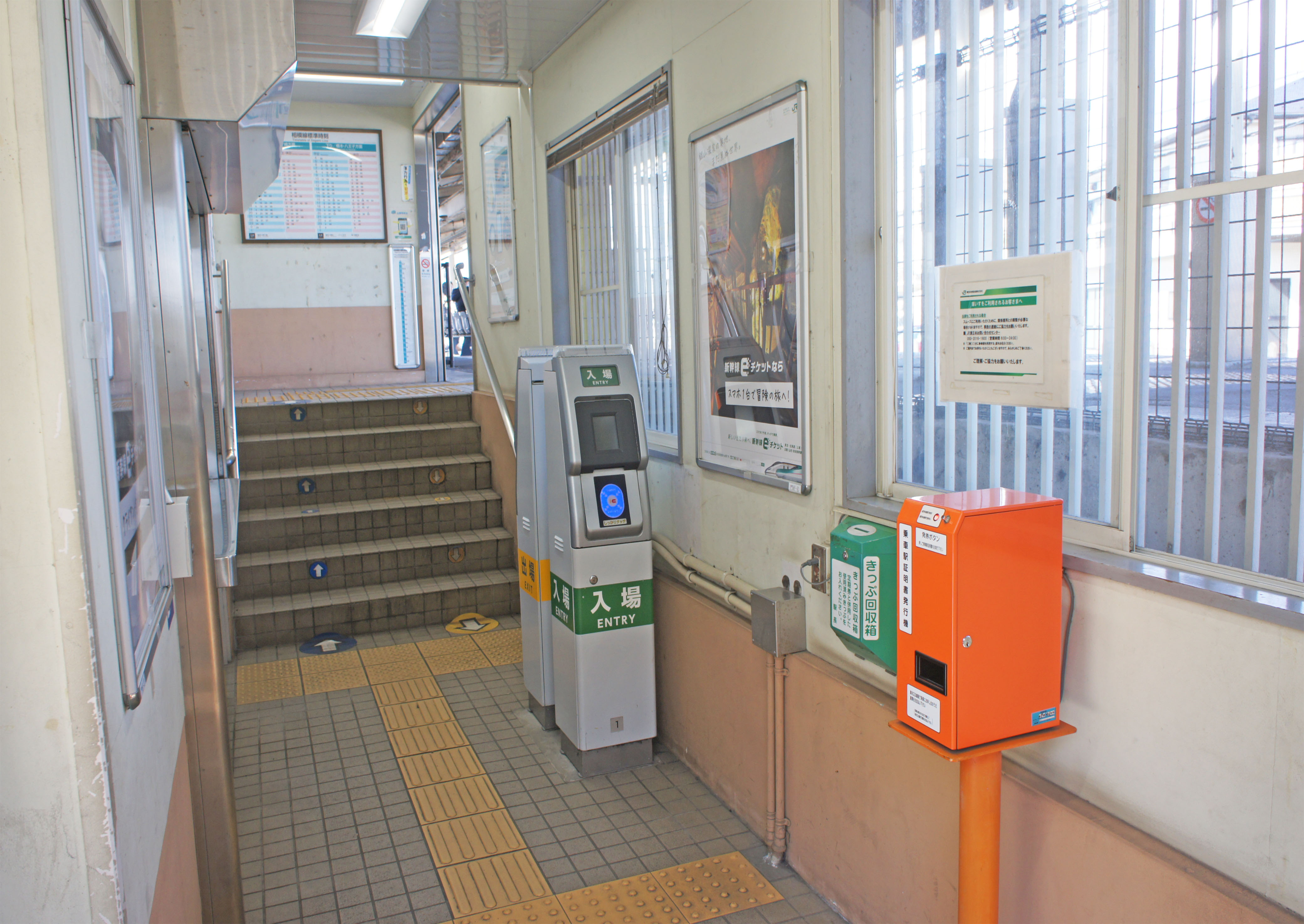
改札口（2022年2月）
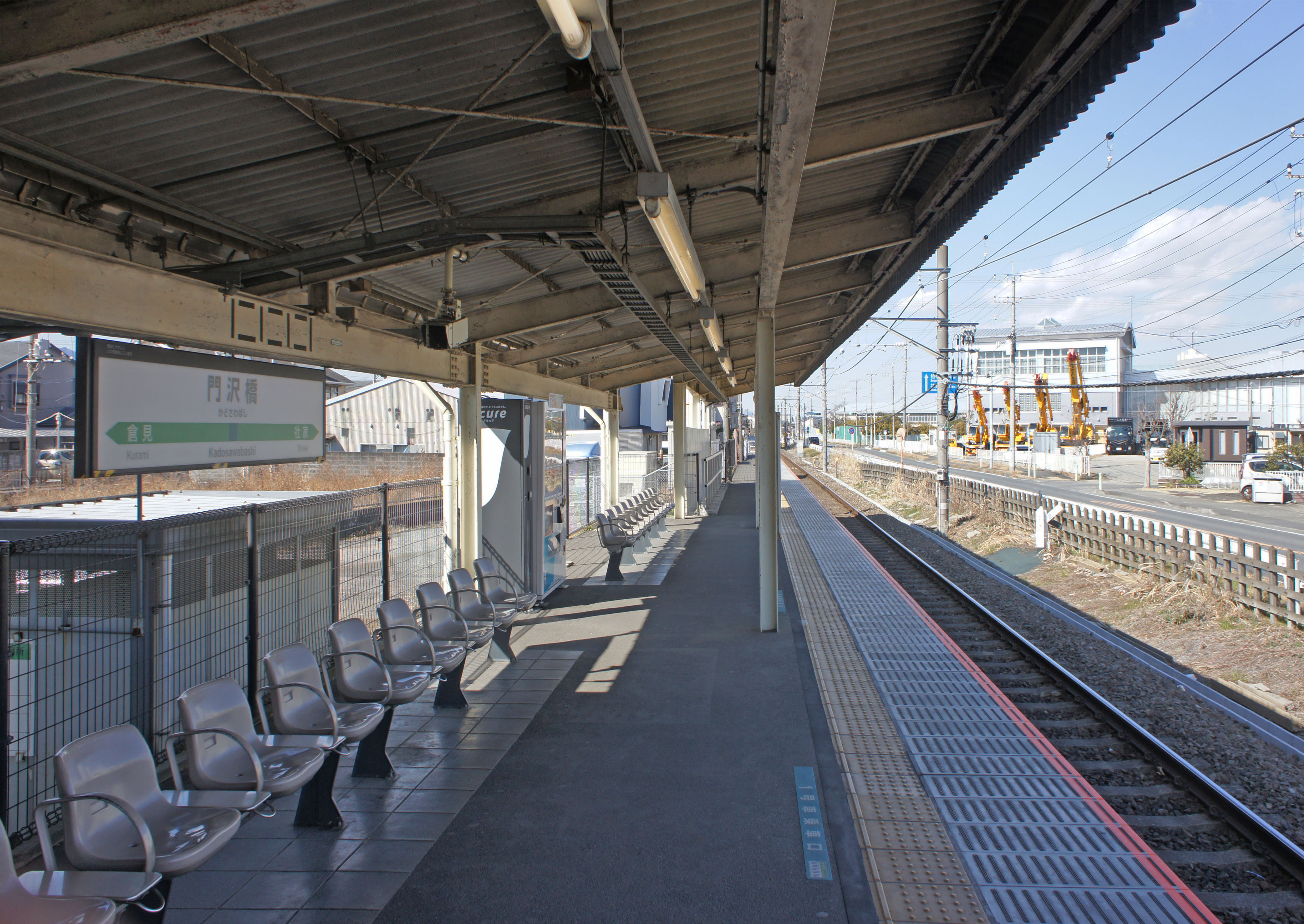
ホーム（2022年2月）

## 利用状況
2014年度（平成26年度）の1日平均乗車人員は1,862人である。
2014年度までの推移は下記の通り。なお、2015年度以降は非公表である。
| 年度               | 1日平均 乗車人員 |
| ------------------ | ---------------- |
| 1995年（平成07年） | 1,812            |
| 2000年（平成12年） | 1,792            |
| 2001年（平成13年） | 1,757            |
| 2002年（平成14年） | 1,724            |
| 2003年（平成15年） | 1,695            |
| 2004年（平成16年） | 1,726            |
| 2005年（平成17年） | 1,737            |
| 2006年（平成18年） | 1,753            |
| 2007年（平成19年） | 1,848            |
| 2008年（平成20年） | 1,845            |
| 2009年（平成21年） | 1,755            |
| 2010年（平成22年） | 1,733            |
| 2011年（平成23年） | 1,698            |
| 2012年（平成24年） | 1,777            |
| 2013年（平成25年） | 1,855            |
| 2014年（平成26年） | 1,862            |

## 駅周辺
- 海老名市立図書館
- 富士フイルムビジネスイノベーション海老名事業所
- 日進工業
- 神奈川西郵便局
- 海老名市立門沢橋小学校
- OYUGIWA海老名

## 隣の駅
東日本旅客鉄道（JR東日本）
■相模線
倉見駅 - 門沢橋駅 - 社家駅

### 記事本文
1. 1 2 3 4 5  石野哲 編『停車場変遷大事典 国鉄・JR編』 II（初版）、JTB、1998年10月1日、82頁。ISBN 978-4-533-02980-6。
2. 1 2 3  「駅の情報（門沢橋駅）：JR東日本」東日本旅客鉄道。2025年2月8日閲覧。{{cite web ja}}:  CS1メンテナンス: 先頭の0を省略したymd形式の日付 (カテゴリ)
3. ↑  「通報 ●相模線宮山駅外4駅の駅員無配置について（営業局）」『鉄道公報』日本国有鉄道総裁室文書課、1962年10月9日、2面。
4. ↑  「駅業務体制の再構築等について提案受ける！」『東日本ユニオンよこはま』(PDF)、No.124号、JR東日本労働組合横浜地方本部、2015年12月6日。オリジナルの2023年5月9日時点におけるアーカイブ。

### 利用状況
JR東日本の2000年度〜2014年度の乗車人員
1. ↑  JR東日本 各駅の乗車人員（2000年度）
2. ↑  JR東日本 各駅の乗車人員（2001年度）
3. ↑  JR東日本 各駅の乗車人員（2002年度）
4. ↑  JR東日本 各駅の乗車人員（2003年度）
5. ↑  JR東日本 各駅の乗車人員（2004年度）
6. ↑  JR東日本 各駅の乗車人員（2005年度）
7. ↑  JR東日本 各駅の乗車人員（2006年度）
8. ↑  JR東日本 各駅の乗車人員（2007年度）
9. ↑  JR東日本 各駅の乗車人員（2008年度）
10. ↑  JR東日本 各駅の乗車人員（2009年度）
11. ↑  JR東日本 各駅の乗車人員（2010年度）
12. ↑  JR東日本 各駅の乗車人員（2011年度）
13. ↑  JR東日本 各駅の乗車人員（2012年度）
14. ↑  JR東日本 各駅の乗車人員（2013年度）
15. ↑  JR東日本 各駅の乗車人員（2014年度）